# Defense POW/MIA Accounting Agency
Die Defense POW/MIA Accounting Agency (DPAA) ist eine Dienststelle des Verteidigungsministeriums der Vereinigten Staaten. Die Aufgabe der DPAA ist die Suche nach Kriegsgefangenen (englisch Prisoner of War, POW) und vermissten Soldaten (englisch Missing in action, MIA) von Angehörigen der Streitkräfte der Vereinigten Staaten sowie deren Identifizierung.
Die DPAA entstand durch Zusammenlegung des Joint POW/MIA Accounting Command mit dem Defense POW/Missing Personnel Office und dem Life Sciences Equipment Laboratory der US-Luftwaffe.